# Национальные сельсоветы СССР
Национальные сельсоветы — административно-территориальные единицы для национальных меньшинств в СССР.

## Национальные сельсоветы
Решение о создании национальных районов и сельсоветов принимается региональными властями. В 1920 — 30-х годах практика создания национальных районов и сельсоветов была широко распространена, данные территориальные образования официально входили в иерархию АТД. 
В 1938 — 39 годах почти со всех из них статус национальных был снят;
некоторые сельсоветы были упразднены после Второй мировой войны.
Национальные районы и сельсоветы в Белорусской и Украинской ССР в 1930 году.
|             | Белорусская ССР | Украинская ССР |
| албанские   | 0               | 0+3            |
| белорусские | ...             | 0+4            |
| болгарские  | 0               | 4+45           |
| греческие   | 0               | 3+30           |
| еврейские   | 0+25            | 3+38           |
| латышские   | 0+1             | 0              |
| литовские   | 0+5             | 0              |
| молдавские  | 0               | 0+90           |
| немецкие    | 0+2             | 8+254          |
| польские    | 0+22            | 1+151          |
| русские     | 0+15            | 9+403          |
| украинские  | 0+3             | ...            |
| чешские     | 0               | 0+12           |

По состоянию на 1929 год в Молдавской АССР существовали 129 украинских, 1 болгарский, 1 польский и 8 российских сельсоветов и 1 украинский район — Балтский.

По данным 1933 года в УССР было 381 русский (9 поселковых и 372 национальных сельсоветов), 256 немецких, 70 польских, 112 еврейских, 94 молдавских, 47 болгарских, 31 греческий, 12 чешских, 3 албанских, 2 белорусских и 1 шведский сельсовет (по состоянию на 1926 и 1932 годы — см. Административное деление Украины#1926 и Административное деление Украины#1932).
К началу 1926 г. в КАССР уже насчитывалось 29 немецких сельских советов и 16 сельсоветов, где немцы составляли большинство, также в республике существовало 7 – болгарских; 5 – греческих; 1 – армянский; 1 – еврейский; по одному чешскому и эстонскому сельскому совету. Наибольшее количество национальных сельских советов находилось в Симферопольском районе – 9 немецких и 6 смешанных, Джанкойский район – 7 и 6, Евпаторийский – 6 и 2 и Феодосийском районе 4 и 2 соответственно.

В 1927 году было 29 германских сельсоветов. Наряду с ними действовали 144 татарских сельсовета, 14 – еврейских, 9 – болгарских, 8 – греческих, 3 – украинских, 2 – армянских, 2 – эстонских и 1 – чешский.
В Ленинградской области, которая тогда включала в себя и Кольский полуостров, в 1933-34 годах было 70 финских, 24 вепсских, более 20 эстонских, 7 ижорских, 7 лопарских (саамских), 5 латышских, 5 немецких, 4 карельских, 2 зырянских (коми, фактически коми-ижемских), 1 латгальский и 1 норвежский сельсовет.
В 1936 году в Омской области было 29 татарских, 26 казахских, 17 немецких, 5 зырянских, 2 латышских, 2 украинских, 2 эстонских и 1 чувашский сельсовет. Кроме того в Тарском округе было 9 татарских с/с; в Тобольском округе — 23 татарских, 1 зырянский и 1 чувашский с/с; в Остяко-Вогульском НО — 24 хантыйских и 4 мансийских с/с; в Ямало-Ненецком НО — 10 ненецких и 1 хантыйский.

### Национальные сельсоветы РСФСР 1920—1930-х годов
Великолукский округ:
- В Усвятском районе — Нова-Адамовский латгальский
- В Холмском районе — Груховский латышский

Ленинградский округ:
- В Волосовском районе — Аракюльский, Артюшенский финские; Смолеговицкий эстонский
- В Детскосельском районе — Виттоловский, Войскоровский, Мондель-Коккельский, Песковский, Погинский, Талликовский, Шушарский финские
- В Кингисеппском районе — Горковский, Извозский, Косколовский, Кузёмкинский, Куровицкий, Ловколовский ижорские; Дубницкий, Дубровский финские; Тикописский эстонский;
- В Колпинском районе — Эстонский эстонский[4]
- В Котельском районе — Сойкинский ижорский; Конновский, Курголовский финские
- В Красногвардейском районе — Войсковицкий, Вохоновский, Ковшовский, Колпанский, Лукашевский, Пендовский, Пудостьский, Скворицкий, Романовский, Туганицкий, Черницкий финские
- В Куйвозовском финском районе — Волоярвский, Гарболовский, Елизаветинский, Кирьясальский, Койвуппельский, Коркиомягский, Койвукюльский, Лемболовский, Лесколовский, Лехтусский, Масельский, Никуляский, Соеловский, Токсовский, Троицемягский, Химакколовский, Хиппелимягский финские
- В Ленинском районе — Канистский, Колтушский, Куйворовский, Манушкинский, Мягловский, Новопустошский, Романовский, Румболовский финские
- В Мгинском районе — Марковский, Турышкинский финские
- В Молосковицком районе — Зимитицкий эстонский
- В Ораниенбаумском районе — Бабигонский, Венковский, Илииковский финские
- В Парголовском районе — Агалатовский, Кавголовский, Капитоловский, Красно-Островский, Лупполовский, Мертутьский, Мистоловский, Ново-Алакюльский, Скотницкий, Юкковский финские
- В Тосненском районе — Большелисинский финский
- В Урицком районе — Дудергофский, Разбегаевский, Финско-Высоцкий, Шунгоровский финские

Лодейнопольский округ:
- В Винницком районе — Винницкий, Каргинский, Киницкий, Мягозерский, Немжинский, Озерский, Оять-Ладвинский, Пелдушский, Сарозерский, Ярославский вепсские
- В Лодейнопольском районе — Карельский карельский
- В Оштинском районе — Кривозерский, Нажмозерский, Пелкасский, Пяжезерский, Сяргозерский, Торозерский, Шимозерский вепсские
- В Оятском районе — Вонозерский, Надпорожский вепсские

Лужский округ:
- В Лядском районе — Дарьинский, Ломовский эстонские

Мурманский округ:
- В Александровском районе — Цып-Наволокский норвежский; Белокаменский, Грязногубский, Западно-Лицкий, Озерковский, Торос-Островский, Тюва-Губский, Ура-Губский финские
- В Кольско-Лопарском районе — Ена-Бабинский, Нотозерский лопарские (саамские); Пейво-Ярвинский финский
- В Ловозерском районе — Ивановский, Ловозерский ижемско-зырянские (коми); Воронежский лопарский (саамский)
- В Понойском районе — Иоканьговский, Лумбовский, Семиостровский лопарские (саамские)

Новгородский округ:
- В Валдайском районе — Яконовский карельский
- В Крестецком районе — Камзовский, Яблоня эстонские
- В Новгородском районе — Ермолинский латышский; Ново-Николаевский немецкий
- В Чудовском районе — Деревский, Коломовский латышские; Ново-Александровский немецкий

Псковский округ:
- В Гдовском районе — Трутневский эстонский
- В Новосельском районе — Могутовский, Пустопержский (Леннерский) эстонские
- В Плюсском районе — Битинский эстонский
- В Полновском районе — Назимовский, Столбский эстонские
- В Серёдкинском районе — Луговский эстонский
- В Стругокрасненском районе — Домкинский эстонский

Череповецкий округ:
- В Ефимовском районе — Логиновский, Пожарищенский, Прокушевский, Радогощенский, Сидоровский вепсские; Киргорский карельский
- В Шольском районе — Куйский, Пондольский вепсские[5][6].

Московская область (в границах 1933 года, в тот период включала в себя территории современных Московской, Тверской, Тульской и Рязанской областей, части Калужской и Владимирской областей)
- Масксатихинский карельский национальный район (ныне Тверская область) включал в себя 27 национальных карельских сельсоветов (общее число сельсоветов в районе 40), численность карелов в районе составляла 33,5 тысячи из общего населения района 60,8 тысячи.
- Толмачёвский карельский национальный район (ныне Тверская область) включал в себя 27 национальных карельских сельсоветов (общее число сельсоветов в районе 28), численность карелов в районе составляла 27 813 человек из общего населения района 29 308 человек.
- Лихославльский карельский национальный район (ныне Тверская область) включал в себя 23 национальных карельских сельсовета (общее число сельсоветов в районе 40), численность карелов в районе составляла 23 036 человек из общего населения района 42 600 человек.
- Рамешковский карельский национальный район (ныне Тверская область) включал в себя 32 национальных карельских сельсовета (общее число сельсоветов в районе 51), численность карелов в районе составляла 24 550 человек из общего населения района 55 657 человек.
- Есеновский район (ныне Тверская область, приведены названия центров национальных сельсоветов): Кузнечково (ныне Кузнечиха) — карельский; Типихово — карельский; Елехово (ныне Еляково?) — карельский; Багайкино (ныне Богайкино) — карельский; Нурликунде (в действительности Нурмекунде, он же Починок) — эстонский.
- Спировский район (ныне Тверская область, приведены названия центров национальных сельсоветов): Овчиники — карельский; Захарово — карельский; Олехнево — карельский; Будилово — карельский; Плоская — карельский, Трубино — карельский.
- Весьегонский район (ныне Тверская область, приведены названия центров национальных сельсоветов): Чистая Дуброва — карельский; Чурилково — карельский; Чичарово — карельский; Можаево — карельский; Пашково — карельский; Острецово — карельский; Кесьма — карельский; Остолопово — карельский; Ивангора — карельский.
- Краснохолмский район (ныне Тверская область, приведены названия центров национальных сельсоветов): Селезнёво — карельский, Перха — карельский; Васильково — карельский.
- Ново-Петровский район (ныне — Московская область, приведено название центра национального сельсовета): Латышский — эстонско-латышский национальный сельсовет.
- Алексинский район (ныне Тульская область) — Патрикеевский немецкий сельсовет.
- Касимовский район (ныне Рязанская область, приведены названия центров национальных сельсоветов): Торбеево — татарский; Шилиново — татарский, Ахматово — татарский.
- Ермишинский район (ныне Рязанская область, приведены названия центров национальных сельсоветов): Азеево — татарский; Иванково — татарский; Толстиково — татарский.
- Сасовский район (ныне Рязанская область, приведены названия центров национальных сельсоветов): Бастаново — татарский; Большой Студенец — татарский; Тарханы — татарский.

Татарская АССР (по состоянию на 1936 год):
- Октябрьский район — 14 чувашских сельсоветов;
- Кузнечихинский район — 8 чувашских;
- Таканышский район — 5 удмуртских и 1 марийский;
- Ново-Письмянский район — 3 чувашских и 1 мордовский;
- Тетюшский район — 9 чувашских и 4 мордовских;
- Алексеевский район — 1 чувашский и 1 мордовский;
- Тельмановский — 7 чувашских;
- Красноборский —  4 марийских и 1 удмуртский;
- Мамадышский — 1 марийский;
- Кайбицкий — 1 чувашский;
- Балтасинский — 8 удмуртских и 1 марийский;
- Кукморский — 5 удмуртских и 1 марийский;
- Билярский — 4 чувашских и 1 мордовский;
- Шереметьевский — 1 чувашский;
- Бавлинский — 4 чувашских, 3 удмуртских и 1 мордовский;
- Теньковский — 2 чувашских;
- Аксубаевский — 16 чувашских;
- Агрызский — 1 удмуртский;
- Актанышский — 1 марийский;
- Будённовский — 14 чувашских и 1 мордовский;
- Дрожжановский — 13 чувашских;
- Елабужский — 1 марийский;
- Казанский — 2 чувашских и 1 марийский;
- Первомайский — 6 чувашских и 4 мордовских;
- Чистопольский — 1 мордовский;
- Шугуровский — 5 мордовских и 1 чувашский.[7]